# پارک ملی ایندر وایدهفیوردن
پارک ملی داخلی وایدهفیوردن (نروژی: Indre Wijdefjorden nasjonalpark) در چشم‌انداز آبدره شیب دار در شمال اسپیتس‌برگن در سوالبار، نروژ واقع شده‌است. این قسمت ایندر وایدهفیوردن را پوشانده‌است. پارک ملی در ۹ سپتامبر ۲۰۰۵ تأسیس شده و ۱٬۱۲۷ کیلومتر مربع (۴۳۵ مایل مربع) شامل می‌شود، که از این مقدار ۷۴۵ کیلومتر مربع (۲۸۸ مایل مربع) خشکی است و ۳۸۲ کیلومتر مربع (۱۴۷ مایل مربع) آن را دریاچه تشکیل می‌دهد.

## جغرافیا
پارک ملی ایندر وایدهفیوردن ۱٬۱۲۷ کیلومتر مربع (۴۳۵ مایل مربع) را پوشش می‌دهد، که از این مقدار ۷۴۵ کیلومتر مربع (۲۸۸ مایل مربع) خشکی است و ۳۸۲ کیلومتر مربع (۱۴۷ مایل مربع) آن را دریاچه تشکیل می‌دهد و آن را به کوچکترین پارک ملی در سوالبارد تبدیل می‌کند. قسمتهای مرکزی پارک کمترین بارش را دارد. پوشش سنگی ضلع غربی و شرقی این پارک با یکدیگر تفاوت دارند.

نقشه پارک
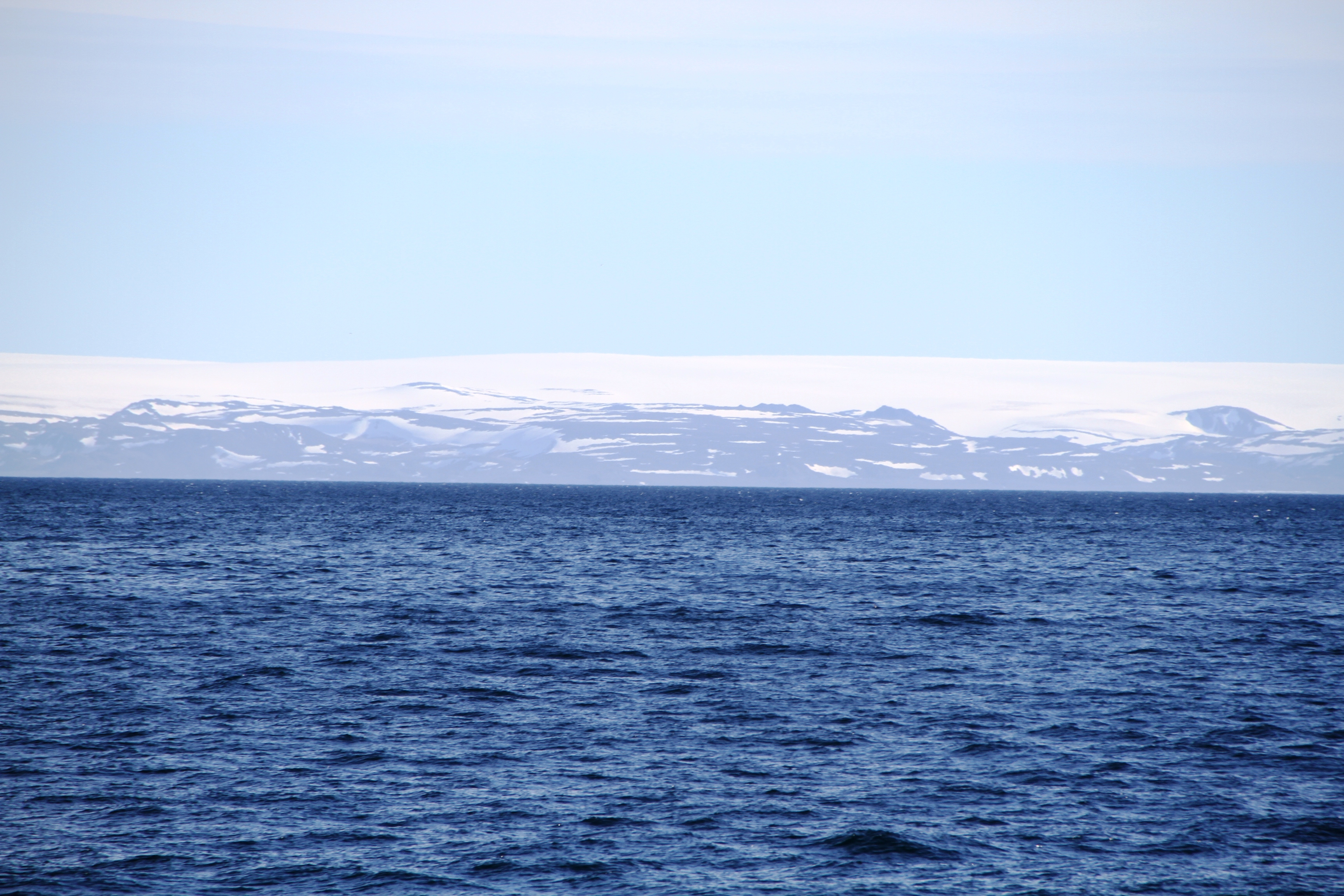
دریاچه پارک

## تاریخ
منطقه اطراف وایدهفیوردن برای اولین بار توسط جستوگرهای روسی و بعداً نروژی‌ها مورد استفاده قرار گرفت. جستوگرها این منطقه را دارای خرس‌های قطبی معدود اما روباه زیادی می‌دانستند. در سال ۱۹۳۲، از پوشش گیاهی ویژه این منطقه محافظت شد.